# 芦田久美子
芦田 久美子（あしだ くみこ、1959年（昭和34年） ）は、京都府京丹後市弥栄町出身のトラベル・コーディネーター。丹後半島一円で2009年から2018年にかけて展開した一般市民による旅人おもてなし企画・mixひとびとtango発起人。

## 経歴

### 学生時代まで
1959年（昭和34年）、京都府竹野郡弥栄町（現・京丹後市）に生まれる。
京都府立峰山高等学校を経て、同志社大学に進学。同志社大学在学中は心理学を専攻し、1981年（昭和56年）卒業論文で重松歩との共同研究「Loveへの心理学的アプローチ-ロマンティックラブスケールを用いて-」を発表した。

### 海外生活
富士海外旅行株式会社の営業アシスタントを経て、1985年、イギリスに語学留学する。英語を中心に学び、1986年に帰国後、近畿日本ツーリストのツアーディレクターとして、海外ツアーに添乗員として同行。スペイン、フランスなど約60ヶ国を訪れ、添乗日数は3000日を超える。
2004年頃、年間200日以上を海外で過ごす生活の中で体調を崩し、生活を見つめなおすなかで月に数日は故郷・弥栄町に戻り、畑仕事などを始める。2007年、海外旅行の経験と丹後での日々の暮らしを綴ったフォトエッセイ『風景を聴く旅』を出版。

### 丹後にて
海外と京都市と地元・弥栄町を行き来する「三等分の生活」をしつつ、京丹後ふるさと応援大使としても活動する。「暮らしの中に息づくものを次の世代に伝えたい」と語り、京丹後市国際交流協会等が主催する講演などもこなす。弥栄町の郷土史家である芦田行雄が古代米伝承の拠点として設立した「COMEVA古与曾（こよそ）」を、「芋野郷 赤米保存会」代表の藤村政良らとともに引き継ぎ、地域の食文化の伝承交流や社会貢献の場の提供に務める。2013年8月から宮津市町家再生ネットワークで「京都ちーびず」を任され、地域を見つめなおし味わうまちあるきを多数企画した。2015年に、英語通訳案内士の資格を取得。その年、京都市内の住居を手放し、丹後を拠点とした活動に主軸を移した。

## mixひとびとtango
2008年頃、新たに病をえて一時入院し、半年余りのリハビリ生活を送った折には、復帰直後に参加した奈良県の「室生の里めぐり」で、地元の人と交流を楽しむ企画に感銘を受け、それを丹後で実現することをめざして「mixひとびとtango」をスタートした。
「mixひとびとtango」は、2009年（平成21年）に初開催された。芦田久美子が『風景を聴く旅』の出版をきっかけに知り合った人々に「丹後の豊かさを見つけよう」と呼びかけ、丹後半島を自由に周遊し、様々な人を繋ぐ週末イベントとして展開した。丹後地方で暮らす普通の人々の生活を外部に開放し交流することを目的に、地元のバーマン、染色作家やガラス工芸作家らとともに「エンジンルーム」を結成、2018年までの10年間、毎年5月に開催した。このイベントは丹後全域の数十カ所で開催され、毎年3000人の「旅人」を創出して地域活性化につながった名物イベントとなり、「ミクタン」の愛称で親しまれた。

## 執筆活動
2014年（平成26年）以降2021年（令和3年）現在まで、京都新聞丹後中丹版のコーナー「風土愛楽」に、四季ごとに丹後の様々な魅力を発信するエッセイを連載する。サウンドアーティストとして世界的に知られる鈴木昭男ら丹後在住アーティストによる「夕日ヶ浦 音さんぽ」や、丹後七姫にも数えられる細川ガラシャの隠棲地味土野で郷土食を味わうなど、体験を伴い風土に親しむ旅を提案する。
2018年（平成30年）には、観光地だけではない丹後の魅力を発信すべく、30人以上の地域住民がこだわりの丹後の一面を紹介する『ひ・み・つの丹後本 丹後人が教える京都・丹後半島ローカルガイド』を伊根町の会社員らと4人で共同出版した。

## 著作
- 『風景を聴く旅 丹後半島発ツアーコンダクター世界の空から3000日』文理閣 2007年
- 「旅と食のマリアージュ」大阪観光大学観光学研究所報『観光＆ツーリズム』第13号 2009年
- （共著） 『ひ・み・つの丹後本 丹後人が教える京都・丹後半島ローカルガイド』丹後本制作委員会 2018年